# Гулд (Оклахома)
Гулд (англ. Gould) — місто (англ. town) в США, в окрузі Гармон штату Оклахома. Населення — 103 особи (2020).

## Географія
Гулд розташований за координатами 34°40′9″ пн. ш. 99°46′25″ зх. д. / 34.66917° пн. ш. 99.77361° зх. д. (34.669298, -99.773689).  За даними Бюро перепису населення США в 2010 році місто мало площу 0,92 км², уся площа — суходіл.

## Демографія
Згідно з переписом 2010 року, у місті мешкала 141 особа в 59 домогосподарствах у складі 42 родин. Густота населення становила 153 особи/км².  Було 92 помешкання (100/км²).
Расовий склад населення:
| - 83,0 % — білих - 6,4 % — чорних або афроамериканців - 3,5 % — корінних американців - 5,0 % — осіб інших рас |

До двох чи більше рас належало 2,1 %. Частка іспаномовних становила 22,0 % від усіх жителів.
За віковим діапазоном населення розподілялося таким чином: 20,6 % — особи молодші 18 років, 73,7 % — особи у віці 18—64 років, 5,7 % — особи у віці 65 років та старші. Медіана віку мешканця становила 37,8 року. На 100 осіб жіночої статі у місті припадало 95,8 чоловіків;  на 100 жінок у віці від 18 років та старших — 103,6 чоловіків також старших 18 років.
Середній дохід на одне домашнє господарство  становив 59 671 долар США (медіана — 56 563), а середній дохід на одну сім'ю — 55 929 доларів (медіана — 56 563). За межею бідності перебувало 15,8 % осіб, у тому числі 0,0 % дітей у віці до 18 років та 0,0 % осіб у віці 65 років та старших.
Цивільне працевлаштоване населення становило 93 особи. Основні галузі зайнятості: освіта, охорона здоров'я та соціальна допомога — 39,8 %, виробництво — 35,5 %, будівництво — 15,1 %, фінанси, страхування та нерухомість — 4,3 %.